# الوزراء الستة الشهداء
الوزراء الستة الشهداء (بالكورية: 사육신 / سايُكشِن) هم مجموعة من المسؤولين في عهد سلالة جوسون قام الملك سيجو بإعدامهم في سنة 1456 لتخطيطهم للانقلاب على الملك سيجو واغتياله ثم إعادة الملك دانجونغ السابق إلى العرش.

## العملية
رأى بعض علماء قاعة المستحقين أن ما قام به الملك سيجو من الاستيلاء على العرش أمرٌ غير سوي ولذلك خططوا لإعادة الملك دانجونغ إلى العرش. ضمت هذه المجموعة خمسة علماء ومسؤولاً عسكرياً وهم: سونغ سام من، وباك باينغ نيون، وإي غاي، وها وي جي، ويو سونغ وون، ويو أنغ بو. اكتشفت المؤامرة بعد خيانة كم جل وهو أحد المخططين للمؤامرة. أعدم جميع المدبرين وبالإضافة إلى ذلك فقد قام الملك سيجو بتخفيض رتبة الملك دانجونگ إلى أمير وأصبح يعرف باسم نوسان گن ثم نفاه إلى مكان بعيد في سنة 1457 ليمنعه من العودة، ولكن في نهاية المطاف أصدر الملك أمراً للملك المخلوع بشرب السم حيث توفي في 24 ديسمبر من نفس السنة.